# راه‌آهن پاکستان
راه‌آهن پاکستان (اردو: پاکستان ریلویز) شرکت دولتی ترابری ریلی پاکستانی است، که در سال ۱۸۶۱ تأسیس شد.